# Socialistický realismus

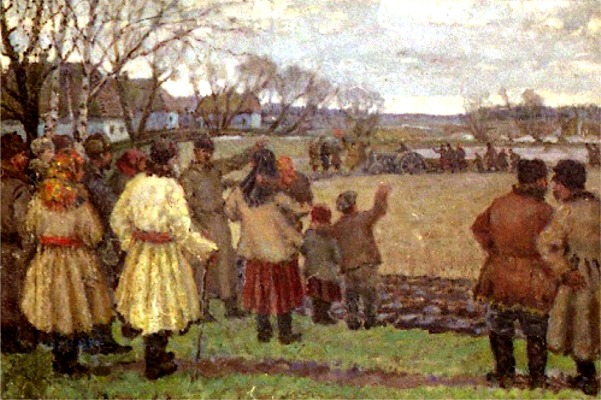
Vladimir Gavrilovič Krichatskij – obraz První traktor. Ukázka oslavy mechanizace vesnice

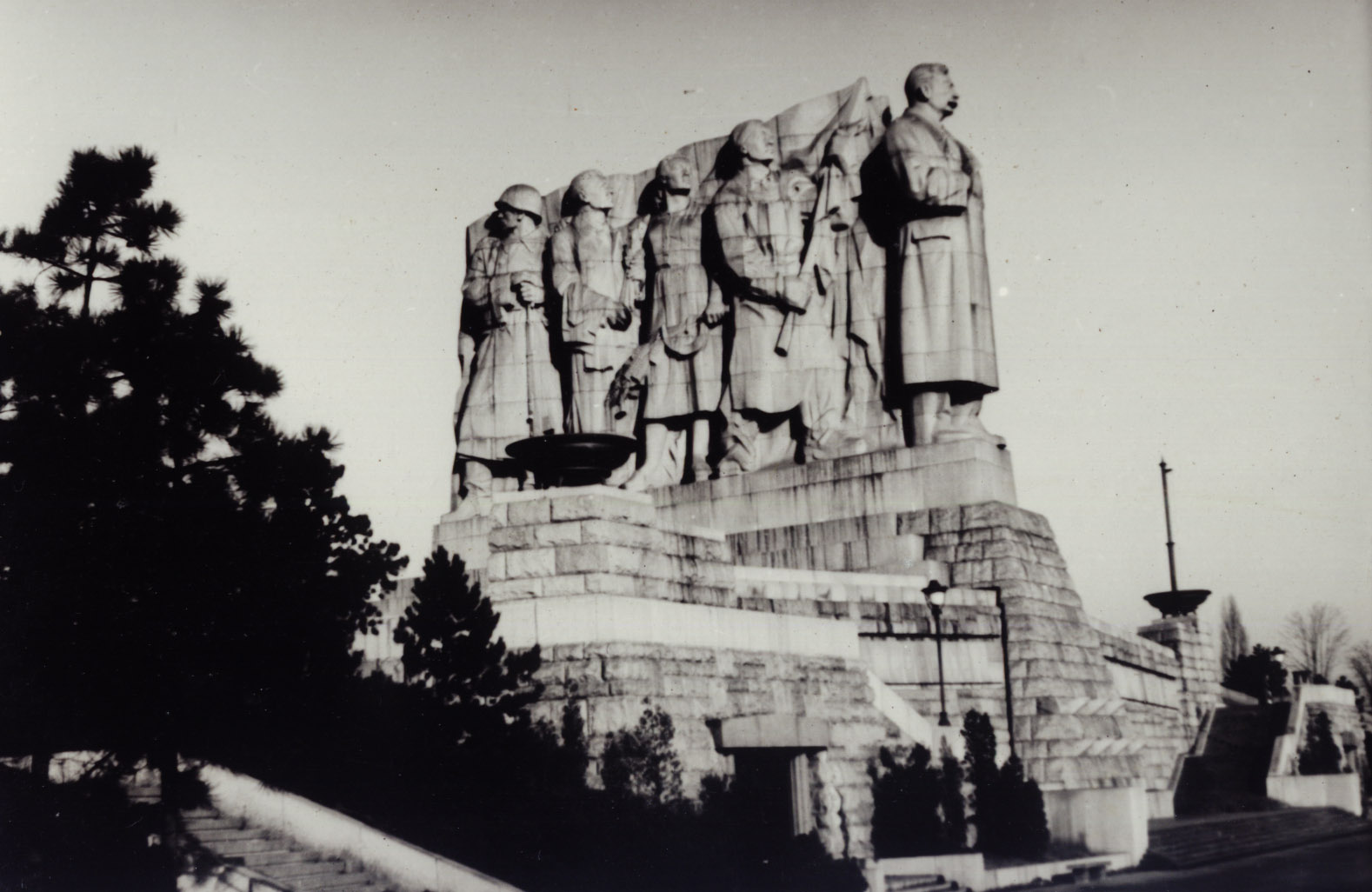
Stalinův pomník v Praze

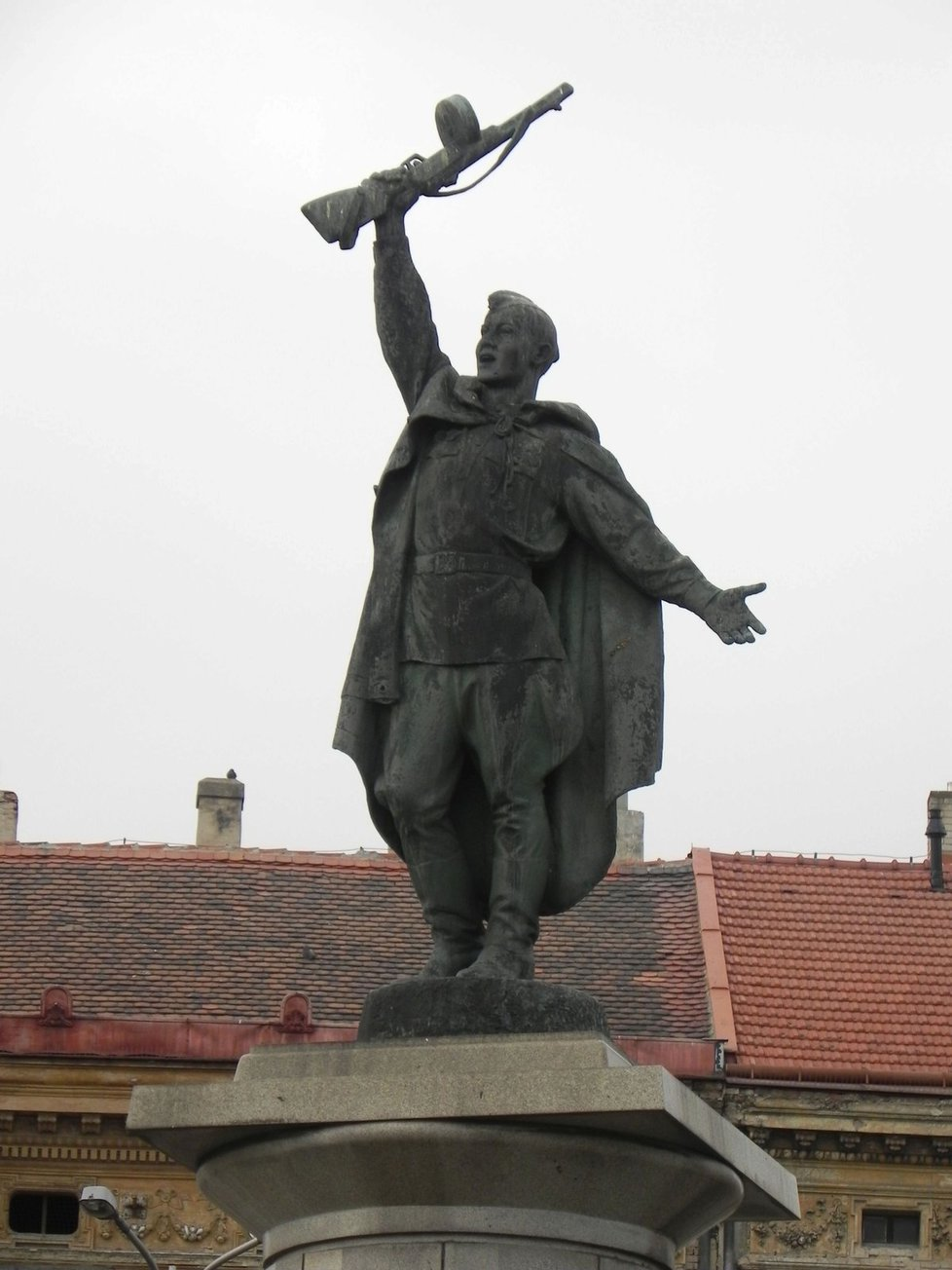
Konrád Babraj: Pomník osvobození Československa Rudou armádou

Jako socialistický realismus (zkracováno někdy také i jako sorela, hovorově často socrel) bývá označován umělecký směr, který byl schválen roku 1932 Ústředním výborem Komunistické strany Sovětského svazu jako oficiální směrnice pro literaturu, výtvarné umění a hudbu. Později byl závazný v ostatních komunistických zemích. Ideově vychází z oslavy vládnoucího režimu, má slavnostně poukazovat na jeho úspěchy v reálném životě lidí.[zdroj?]
V literatuře se projevoval budovatelskými romány a schematizací postav i prostředí – děj se většinou odehrává buď na venkově, nebo v továrnách a kladné postavy jsou oddanými členy komunistické strany nebo dělníky, záporné pak intelektuálové, kulaci a „imperialisté“.[zdroj?] Díla socialistického realismu jsou tvrdě ideologicky orientovaná, a to často na úkor umělecké kvality i pravdivosti (socialistický realismus je vlastně protimluv, protože více než realitu zobrazoval ideologická přání režimu).[zdroj⁠?!]

## Socialistický realismus v Sovětském svazu
Pro SSSR byla sorela oficiálním stylem umění více než 60 let – většinu času, po který stát existoval. První materiály, které lze popsat jako socialisticky realistické, byly propagandistické plakáty z dob občanské války, z roku 1917 (za první literární dílo je někdy považována také i Matka od Maxima Gorkého). Bolševici tehdy ustanovili hnutí s názvem Proletkult, jehož cílem bylo spojit propagandu s uměleckými prvky; umění tak mělo být řízeno diktaturou proletariátu.
Ve 20. letech ještě hlavní koncepce socialistického realismu nebyla ustálená. Objevovaly se avantgardní, konstruktivistické, ale i naprosto radikální vlivy. Vládnoucí komunisté však nové směry většinou odmítali (patřily sem také např. symbolismus, kubismus a impresionismus), jako degenerované umění buržoazní třídy. Hlavní tematikou tehdejších obrazů byl Lenin, Stalin a modernizace venkova či zprůmyslnění země.
Oficiálním se stal směr určený Stalinovým dekretem o přestavbě vzdělání a uměleckých organizací v roce 1932. O dva roky později byl založen Svaz sovětských spisovatelů, který kontroloval, zda všichni spisovatelé v SSSR dodržují schválenou linii, a ti, co se od ní odklonili, byli často posíláni i do pracovních táborů typu Gulag na Sibiři.
V architektuře se objevily nové stavby, jejichž koncepce vycházela z výškových budov ve Spojených státech amerických. Jedná se například o Lomonosovovu univerzitu, různá ministerstva a vládní budovy. Známou sochou, symbolizující jednotu rolníků a dělníků je Dělník a kolchoznice z let 1935 až 1938, umístěná před výstavištěm VDNCh.
Po vítězství ve druhé světové válce v roce 1945 se stalo součástí směru i téma vítězství; mnoho staveb bylo navrženo a postaveno právě s tematikou porážky nacismu. V období destalinizace a odstraňování kultu osobnosti v 60. letech jeho vliv klesal, stejně jako i za vlády Michaila Gorbačova, přesto zůstal oficiálním směrem až do roku 1991.

## Socialistický realismus v Československu
Po vítězství Komunistické strany Československa na konci 40. let 20. století (1948) se i v umění, jako i v jiných oblastech, stal okamžitě vzorem Sovětský svaz, a tudíž i socialistický realismus. Propagandistické plakáty z 50. let ukazovaly velké úspěchy v zemědělství, bytové výstavbě i průmyslu, neúspěchy režimu však byly přehlíženy a zatajovány. Poválečný socialistický realismus navazoval na svou předválečnou formu (B. Václavek, J. Glazarová, J. Fučík, V. Řezáč ad.), ale omezil její významovou víceznačnost a brutálně ji ideologizoval. Největší rozmach socialistického realismu byl v letech 1948–1955, kdy vznikala nejvýraznější ideologická díla. Pod vlivem Stalinova kultu osobnosti vznikala monumentální ideologická díla jako např. osmimetrový obraz Díkuvzdání československého lidu generalissimu J. V. Stalinovi (1951, J. Čumpelík, A. Čermáková, V. Schoř) či Stalinův pomník na pražské Letné (Otakar Švec, 1955), který byl svého času největším sousoším v Evropě. Osudy obou děl ukazují problematiku tvorby podléhající ideologii – obraz zmizel již po svém vystavení a Stalinův pomník byl z letenského návrší odstraněn v roce 1962 v reakci na Chruščovovo odsouzení Stalinova kultu osobnosti.

### Architektura
Dle dobového tisku byli českoslovenští architekti svázáni dožívajícími postuláty funkcionalismu a jeho chudým výrazovým arzenálem. Na rozdíl od sovětských architektů, kterým metoda socialistického realismu dávala bohatství výrazových prostředků a výrazových možností. V české a slovenské architektuře jsou asi nejznámějšími a nejvýznamnějšími „stavebními” zástupci města Havířov, Ostrov, Horní Slavkov, Nová Dubnica a Ostrava-Poruba, nové „socialistické“ město a čtvrť vybudovaná během rozšiřování závodů těžkého průmyslu na Ostravsku. Sovětský architektonický typ kolektivního domu, v němž měly rodiny užívat společné kuchyně a další odpočinkové prostory, pod původním označením „Koldom” v 50. letech postavili architekti Hilský a Evžen Linhart v Litvínově, ale neosvědčil se, protože česká společnost takový způsob života nepřijala. V české metropoli Praze je to především stavba Hotelu International v Podbabě, který se ztvárněním podobal například Paláci kultury ve Varšavě nebo Lomonosovově univerzitě v Moskvě. Po celé zemi se stavěla sídliště s bloky domů, které byly spojovány branami do dvorů (v Praze například v Dejvicích, v Břevnově nebo ve Vysočanech).
Významně se styl projevil také v pražském metru, do stanice Anděl (tehdy Moskevská) byly zasazeny reliéfy, jejichž hlavním účelem bylo ukázat lidem radostnou budoucnost spojenectví se SSSR. Tuto stanici stavěli sovětští pracovníci jako dar moskevského Metrostroje Praze – zatímco českoslovenští z Metrostavu stavěli v Moskvě stanici Pražská. U obou stanic se předpokládalo, že svým charakterem architektonického zpracování budou odpovídat stylu stanic v „družebním městě“ – proto byla stanice Pražská (nebyla přejmenována) vyzdobena v duchu výzdoby pražských stanic keramickými tvarovkami. Podobně se tomu dělo i v dalších státech RVHP.

### Sochařství
Příkladem soc-realistického sochařství jsou např. Pomníky V. I. Lenina a J. V. Stalina v Olomouci, stejně jako několik pomníků Osvobození s vítěznými vojáky Rudé armády (například od Konráda Babraje ve Znojmě). Pomník Čest a sláva Sovětské armádě, Otakara Petroše v Litoměřicích svým názvem a dobou vzniku evokoval probíhající okupaci Československa Sovětskou armádou po roce 1968, i když oficiálně měl symbolizovat vděk za osvobození Československa v roce 1945.

### Film
Komunistická strana si uvědomovala významný vliv kinematografie ještě před svým nástupem k moci v roce 1948. Filmový průmysl byl zestátněn již v roce 1945 a do roku 1948 již probíhaly personální čistky. Po vítězném únoru 1948 se kinematografie stala oficiální součástí plánované komunistické kulturní politiky. Zestátnění biografů se dotklo především spolků jako byl Sokol, Orel či Dělnická tělovýchovná jednota, které do té doby provozovaly většinu československých kin. Film se stal důležitým nástrojem politicky ideové agitace, protože mohl působit na nejširší masy národa. Rozhodování o obsahu kulturní tvorby mělo na starosti Ministerstvo informací a kulturní rada Ústředního výboru Komunistické strany Československa (ÚV KSČ). Než mohl jakýkoliv film vzniknout musel projít zdlouhavým schvalovacím řízením. Vlastní cenzura byla natolik přísná, že jen málokterý scénář tímto řízením prošel a i po dokončení filmu musel být schválen dohlížejícími orgány, někdy dokonce i ministrem či dokonce prezidentem. Filmové dílo tak nemohlo vzniknout jinak než na politickou objednávku.
ÚV KSČ v roce 1950 vydal směrnice „Za vysokou ideovou úroveň československého filmu”, které stanovily úkoly kinematografie. Úkolem filmu byla výchova nového socialistického člověka, charakterizovaného budovatelským nadšením a láskou k socialismu, vlasti a SSSR, které bude všemi silami bránit. Usnesení nebylo pouze úkolem, ale každému umělci přímo ukázalo cestu, jak tyto úkoly splnit. Základní metodou byl socialistický realismus, který nesměl sklouznout do naturalistického a statistického popisu skutečnosti. Dalšími požadavky byla srozumitelnost, ideovost, stranickost a aktuálnost, což bylo požadavkem i v případě historických námětů.
Soc-realistické filmy obvykle obsahují tři postavy: stranického funkcionáře, obyčejného člověka a nepřítele. Příkladem soc-realistických filmů je Zítra se bude tančit všude (1952), Rudá záře nad Kladnem (1955) režiséra Vladimíra Vlčka nebo Botostroj (1954), který je kritikou „kapitalistického vykořisťovatele” Tomáše Bati. Agitační filmy s často naivními scénáři ovšem kina nenaplnily.[zdroj⁠?!] Už v polovině 50. let, začaly vznikat velmi kritické snímky reflektující tehdejší období.

## Po pádu komunistického režimu
Díla socialistického realismu i po pádu komunistického režimu stále budí rozporuplné reakce. Např. malířka Alena Čermáková odmítala své ideologické obrazy po roce 1989 vystavovat. Její posmrtná výstava v roce 2013 v Želči na Táborsku, vysloužila kurátorovi výstavy výhrůžky i přes uvedení, že se jednalo o retrospektivu, která se vůči komunistickému režimu jasně vymezila. Mezi odbornou veřejností jsou i hlasy, které zastávají názor, že by se k socialistickému realismu mělo přistupovat s ohledem na historii a vystavování těchto děl může pomoci lépe se vyrovnat s minulostí.
Výstava Slovenské národní galerie Akcia ZET (19. listopad 2020 – 31. prosinec 2021) ukázala, že se díla socialistického realismu mohou vztahovat k aktuálním tématům propagandy, k fake news, reklamě nebo kontrole společnosti prostřednictvím nových technologií. Cílem bylo také ukázat, jak jsou pro dějiny umění důležité i „špatné“ obrazy, jichž se nedlouho po jejich vzniku samo jejich okolí pokoušelo zbavit.

## Galerie

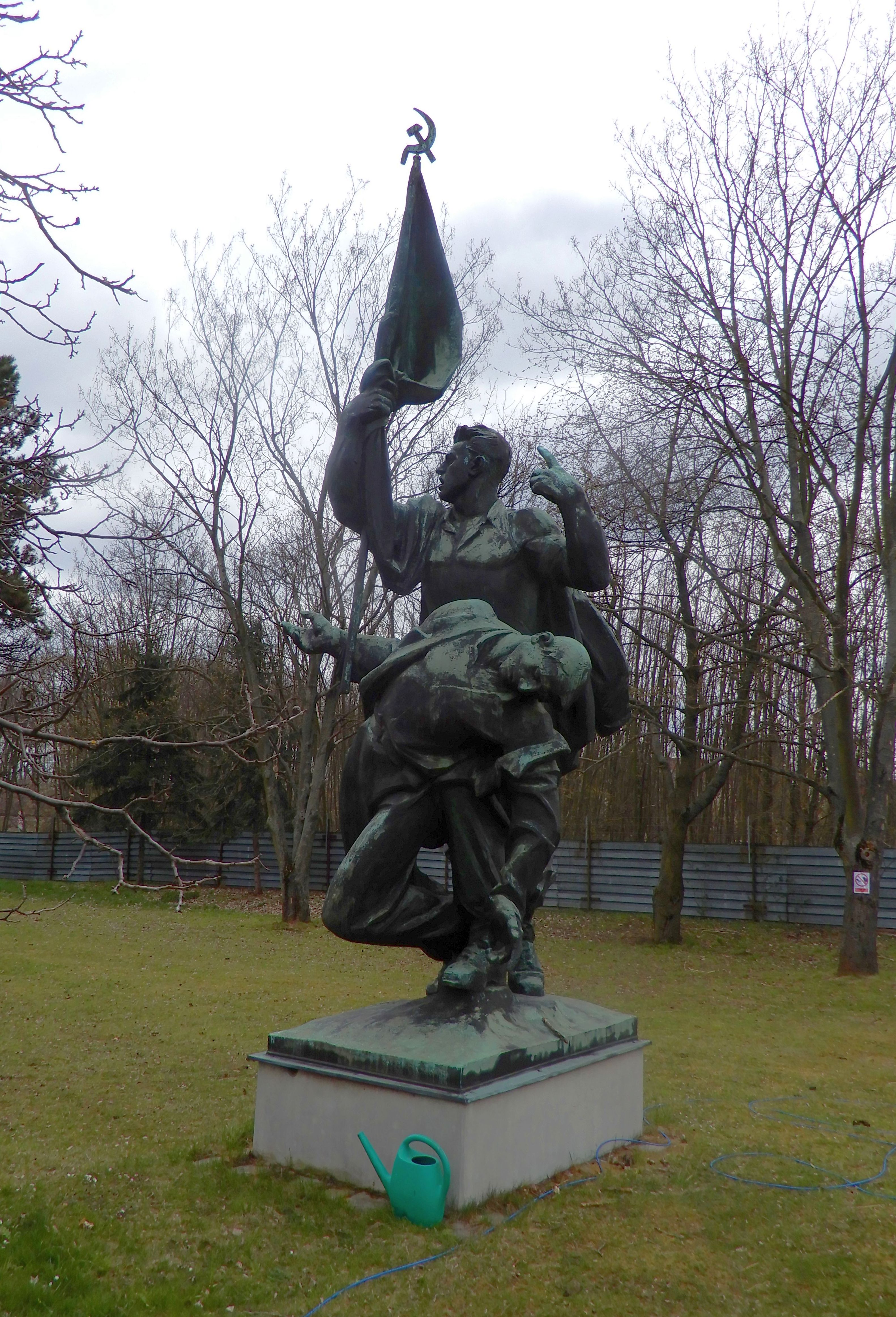
Rudoarmějec, Horní Počernice
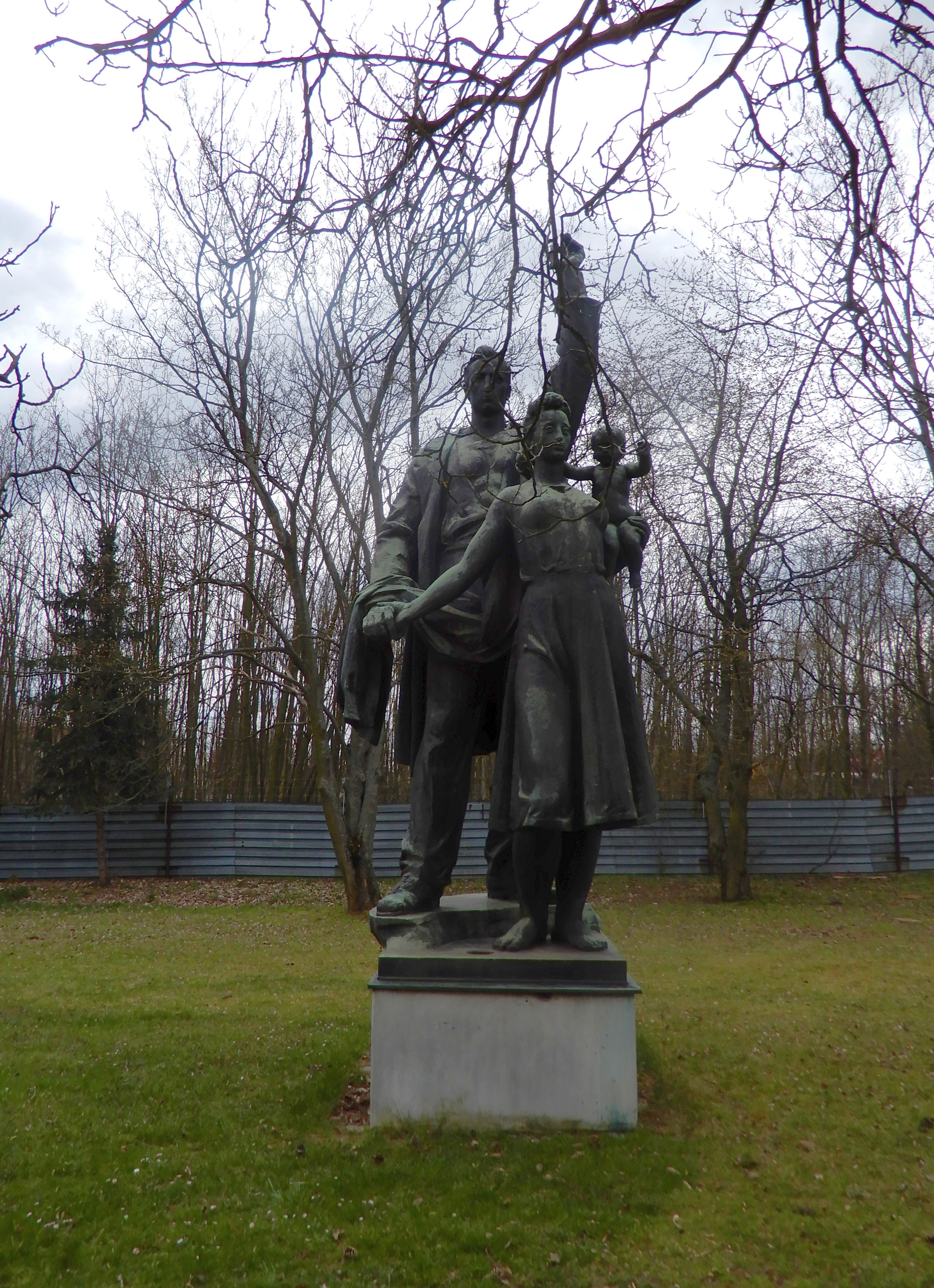
Socialistická rodina, Horní Počernice
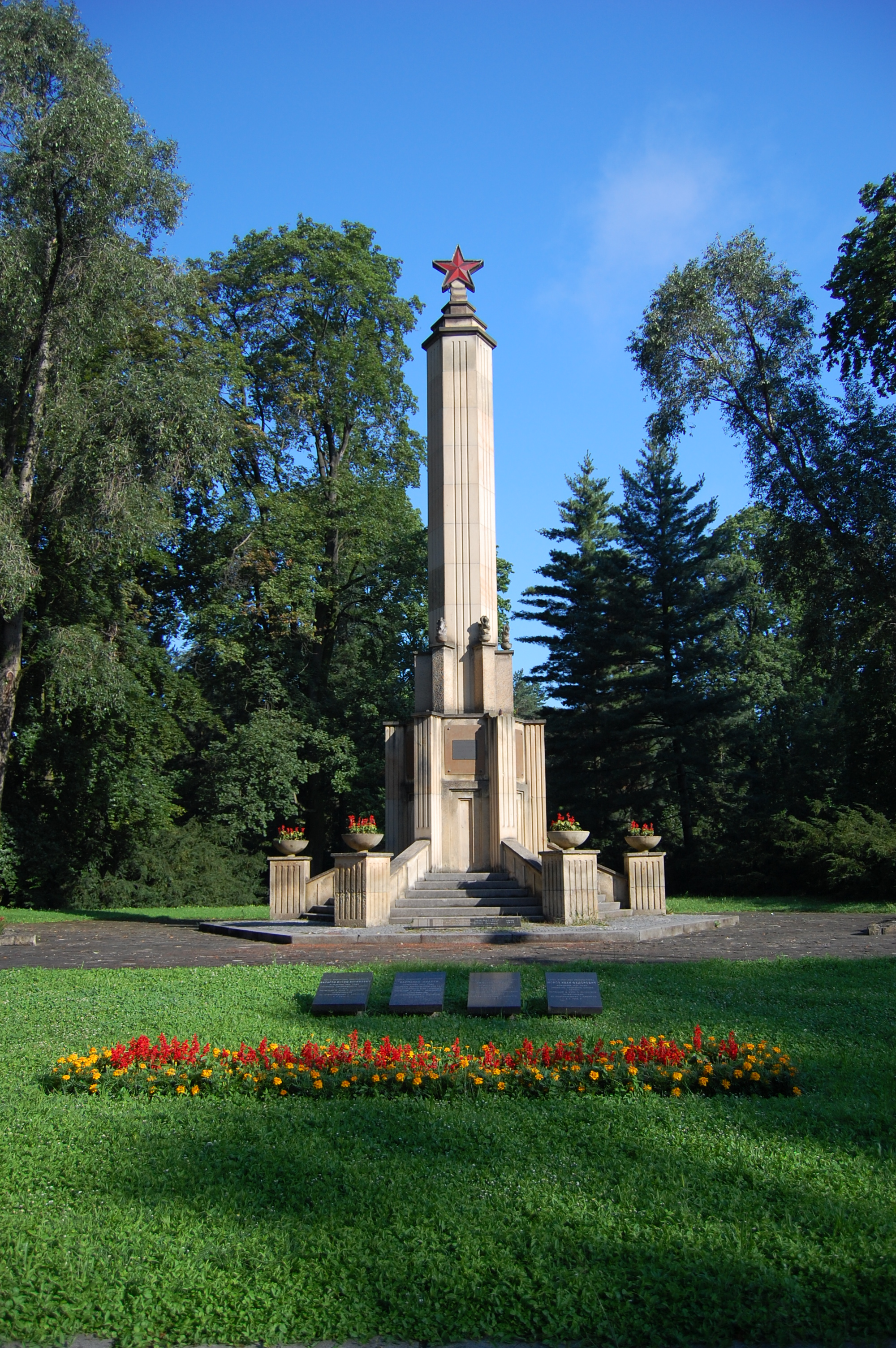
Památník Rudé armády, Čechovy sady, Olomouc (1945)
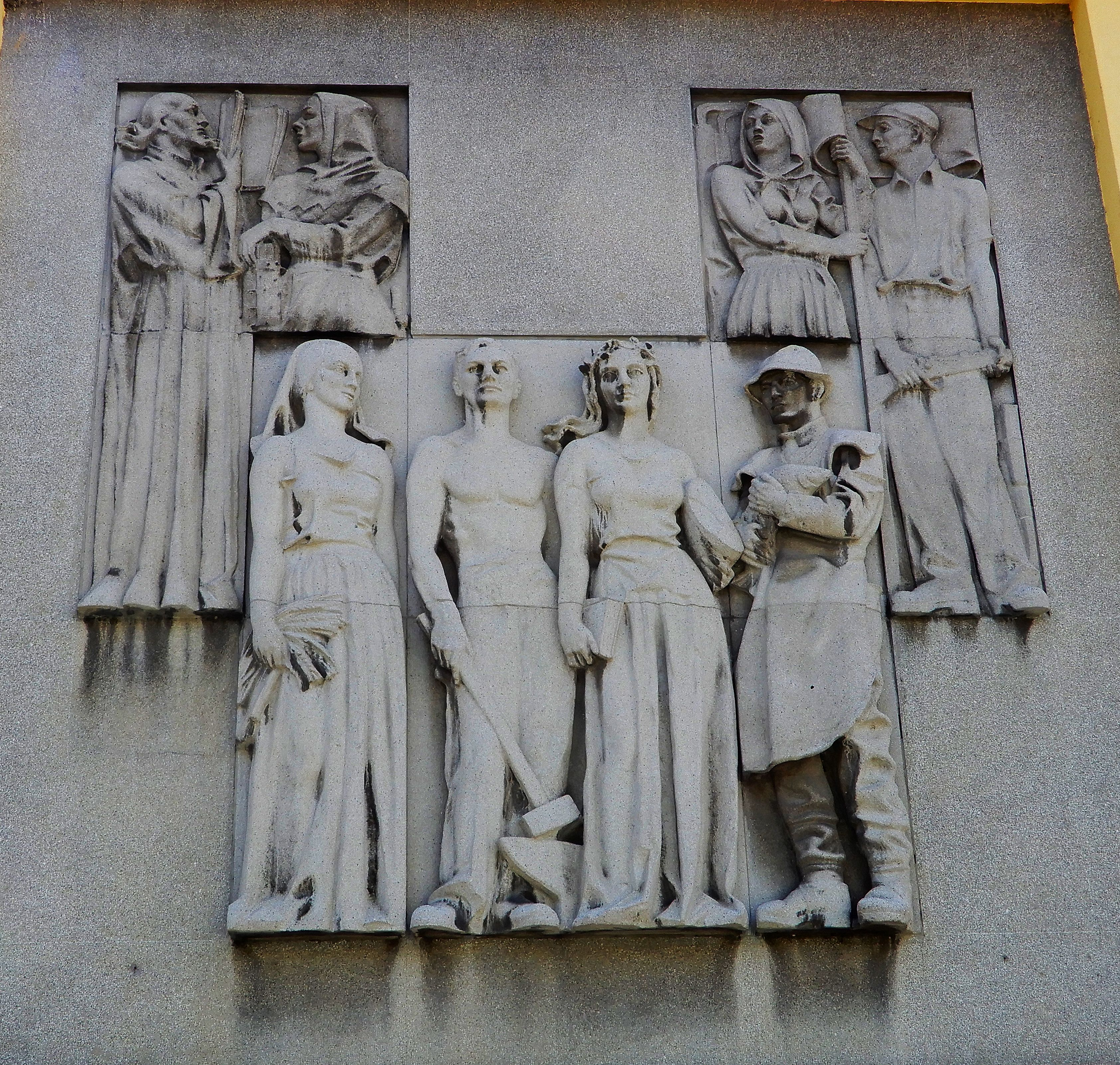
Pracující, poliklinika Vodňany
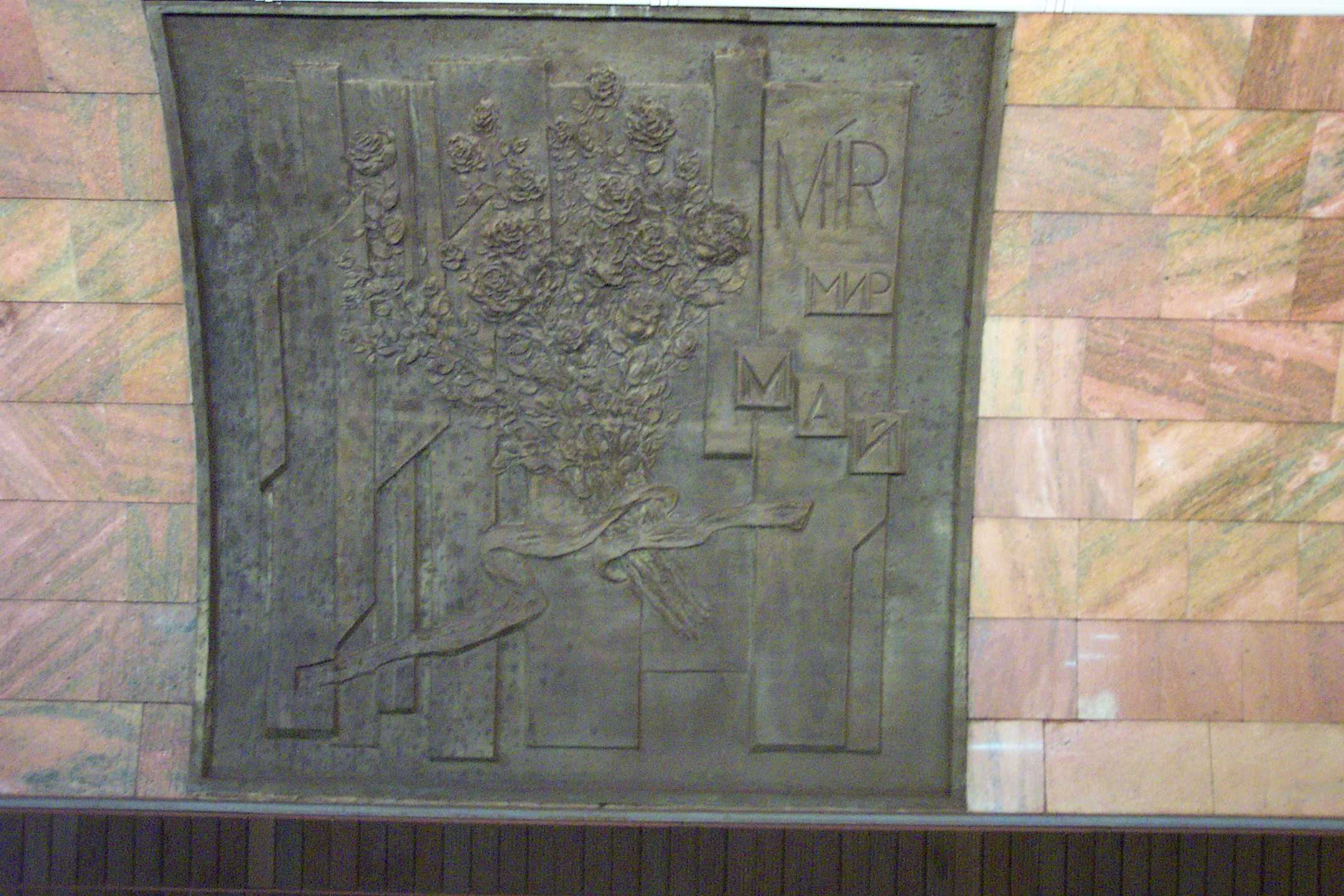
Reliéf v pražském metru oslavující „mír mezi národy“
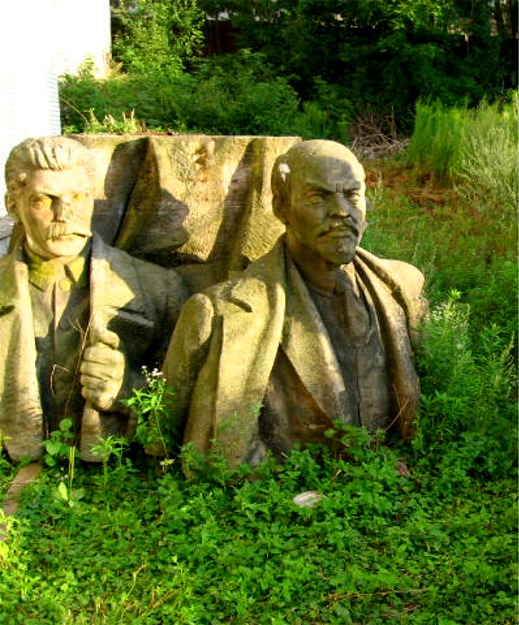
Část Pomníku Lenina a Stalina, Olomouc

## Autoři

### Spisovatelé
- sovětští, např. Maxim Gorkij, Valentin Petrovič Katajev, Michail Šolochov, Fjodor Gladkov a další
- čeští, např. Pavel Kohout, Marie Majerová, Jan Procházka (scénáře filmů Anna proletářka, Zelené obzory, spolupráce na románech Antonína Zápotockého), Václav Řezáč, Svatopluk Turek, Antonín Zápotocký
- slovenští, např. Peter Jilemnický (román Vítr se vrací)

### Architekti
Jiří Kroha, Zdeněk Lakomý, Evžen Linhart

### Sochaři
Konrád Babraj, Antonín Ivanský, Ludvík Kodym, Zdeněk Krybus, Josef Malejovský, Věra Merhautová, Zdeněk Němeček (sochař), Karel Pokorný, Miloslav Šonka, Jindřich Wielgus

### Malíři
Josef Brož, Alena Čermáková, Jan Čumpelík, Jaromír Schoř, František Jiroudek, Mária Medvecká, Jindřich Severa, Lev Šimák, Vojtěch Tittelbach, Adolf Zábranský